# Liste des partis politiques en France sous la Cinquième République
Cet article dresse une liste des partis et organisations politiques en France sous la Cinquième République.

## Partis actuels
Pour les partis actuellement en activité, voir la page Liste de partis politiques en France.

## Partis dissous ou en sommeil
Les organisations sont classées par année de fondation.

### Extrême gauche

#### Années 1940
- Parti communiste internationaliste section française de la Quatrième Internationale (PCI-SFQI), parti trotskiste, actif de 1944 à 1968.

#### Années 1960
- Organisation communiste internationaliste (OCI), parti lambertiste, scission du PCI-SFQI, actif de 1965 à 1981 ;
- Gauche prolétarienne (GP), parti maoïste, actif de 1968 à 1973 ;
- Ligue communiste (LC), parti trotskiste, fusion de la Jeunesse communiste révolutionnaire et du PCI-SFQI, actif de 1969 à 1973 ;
- Parti communiste révolutionnaire trotskiste (PCRT), parti posadiste, scission du PCI-SFQI, actif de 1962 jusque dans les années 1980 ;
- Mouvement communiste français marxiste-léniniste puis Parti pour une alternative communiste, parti marxiste-léniniste-maoïste, actif de 1966 à 1988 ;
- Union des communistes de France marxiste-léniniste (UCF-ML), parti marxiste-léniniste-maoïste, actif de 1969 à 1985.

#### Années 1970
- Ligue communiste révolutionnaire (LCR), parti trotskiste, actif de 1973 à 2009 ;
- Ligue ouvrière révolutionnaire (LOR), parti trotskiste, scission de l'OCI, actif de 1976 à 1987 ;
- Parti communiste breton (PCB), parti communiste et séparatiste de Bretagne, actif de 1971 à 1980 ;
- Parti communiste révolutionnaire (PCR), parti marxiste-léniniste-maoïste, actif de 1974 à 1983.

#### Années 1980
- Fédération pour une gauche alternative (FGA), actif de 1984 à 1988 ;
- Alternative rouge et verte (AREV), parti socialiste et écologiste, fusion du PSU et de la FGA, actif de 1989 à 1998 ;
- Mouvement pour un parti des travailleurs (MPTT), parti lambertiste, successeur du PCI, actif de 1985 à 1991 ;
- Parti communiste internationaliste (PCI), parti lambertiste, successeur de l'OCI, actif de 1981 à 1985.

#### Années 1990
- Les Alternatifs, parti socialiste et écologiste, fusion de l'AREV et d'une minorité du CAP, actif de 1998 à 2015 ;
- Parti des travailleurs (PT), parti lambertiste, actif de 1991 à 2008 ;
- Socialisme par en bas (SPEB), parti trotskiste, scission de Socialisme international, actif de 1997 à 2004 ;
- Voix des travailleurs (Vdt), parti trotskiste, scission de Lutte ouvrière, actif de 1997 à 2000.

#### Années 2000
- Coordination des groupes anarchistes (CGA), active de 2002 à 2019 ;
- Fédération pour une alternative sociale et écologique (FASE), active de 2008 à 2013 ;
- Offensive libertaire et sociale (OLS), actif de 2003 à 2014.

### Gauche radicale à extrême gauche
- Convention pour une alternative progressiste (CAP), parti socialiste, actif de 1994 à 2009 ;
- Convergences et alternative (C&A), parti anticapitaliste, scission du Nouveau Parti anticapitaliste, actif de 2011 à 2014 ;
- Gauche unitaire (GU), parti fondé par Christian Picquet, scission de la Ligue communiste révolutionnaire, active de 2009 à 2015.

### Gauche
- Centre d'études, de recherches et d'éducation socialiste, parti fondé en 1966 puis constituant l'aile gauche du Parti socialiste de 1971 au début des années 1980 ;
- Convention des institutions républicaines (CIR), parti socialiste fondé par François Mitterrand, actif de 1964 à 1971 ;
- Front travailliste (FT), parti gaulliste de gauche, actif de 1965 à 1971 ;
- Parti de gauche (PG), actif de 2009 à 2016 puis fondu dans La France insoumise ;
- Parti socialiste autonome (PSA), parti socialiste, scission de la SFIO, actif de 1958 à 1960 ;
- Parti socialiste unifié (PSU), parti issu de la fusion de l'UGS et du PSA, actif de 1960 à 1989 puis absorbé par le Parti socialiste ;
- Section française de l'Internationale ouvrière (SFIO), principal parti socialiste, actif de 1905 à 1969 ;
- Union des clubs pour le renouveau de la gauche (UCRG), scission du PSU, actif de 1966 à 1969 ;
- Union de la gauche socialiste (UGS), parti socialiste, scission de la SFIO, actif de 1957 à 1960 ;
- Union des groupes et clubs socialistes (UGCS), parti socialiste fondé par Jean Poperen, scission du PSU, actif de 1967 à 1969 ;
- Les Verts, Confédération écologiste - Parti écologiste (Les Verts), parti écologiste, actif de 1984 à 2010.

### Centre gauche
- Association des démocrates (ADD), active 1988 à 1992 ;
- Alliance écologiste indépendante (AEI), active de 2011 à 2021 ;
- Bloc Català, parti catalan, actif de 2001 à 2006 ;
- Cap21, parti écologiste, actif de 1996 à 2021 ;
- Front démocrate (FD), parti social-démocrate fondé par Jean-Luc Bennahmias, actif de 2014 à 2017 ;
- Les Nouveaux Démocrates (LND), parti écologiste social-libéral fondé en 2020 et dissous au sein d'EELV en 2022 ;
- Mouvement des démocrates (MDD), fondé par Michel Jobert, actif de 1974 jusque dans les années 1980 ;
- Parti démocrate français (PDF), parti libéral, scission du Mouvement des radicaux de gauche, actif de 1982 à 1986 ;
- Union démocratique et socialiste de la Résistance (UDSR), parti social-démocrate, scission du Rassemblement du peuple français, actif de 1945 à 1964.

### Centre
- Alternative libérale (AL), parti libéral, actif de 2006 à 2011 ;
- Mouvement des réformateurs (MDR), fondé par Jean-Pierre Soisson, successeur de l'Association des démocrates, actif de 1992 à 2002 ;
- Mouvement républicain populaire (MRP), parti démocrate-chrétien, successeur du Parti démocrate populaire, actif de 1944 à 1967.

### Centre droit
- Centre des démocrates sociaux (CDS), parti démocrate-chrétien, fusion du Centre démocrate et du Centre démocratie et progrès, actif de 1976 à 1995 ;
- Fédération nationale des républicains indépendants (FNRI), parti libéral-conservateur issu du Centre national des indépendants et paysans, fondé par Valéry Giscard d'Estaing, actif de 1966 à 1977 ;
- France unie (FU), parti démocrate-chrétien fondé par Jean-Pierre Soisson, actif de 1990 à 1993 ;
- Force démocrate (FD), parti social-libéral fondé par François Bayrou, actif de 1995 à 1998 ;
- Union pour la démocratie française (UDF), parti libéral et démocrate-chrétien, actif de 1978 à 2007 ;
- Parti libéral démocrate (PLD), actif de 2008 à 2018 ;
- Parti radical (RAD ou PRV), actif de 1901 à 2017 ;
- République solidaire (RS), parti gaulliste fondé par Dominique de Villepin, actif dans les années 2010.

### Droite
- Centre démocrate (CD), parti démocrate-chrétien fondé par Jean Lecanuet, actif de 1966 à 1976 ;
- Centre démocratie et progrès (CDP), scission de CD, actif de 1969 à 1974 ;
- Centre républicain (CR), parti libéral, scission du Parti radical, actif de 1966 à 1978 ;
- Démocratie libérale (DL), parti libéral, scission de l'UDF, actif de 1997 à 2002 ;
- Parti démocrate français (PDF), parti libéral, scission du Mouvement des radicaux de gauche, fusionné dans le Parti républicain, actif de 1982 à 1986 ;
- Parti libéral européen (PLE), parti successeur du Rassemblement des gauches républicaines, fusionné dans le Parti radical, actif de 1960 à 1978 ;
- Parti social français (PSF), parti antifasciste et anticommuniste fondé par François de La Rocque, actif de 1936 à 1941 ;
- Rassemblement pour la République (RPR), parti gaulliste et conservateur fondé par Jacques Chirac, actif de 1976 à 2002 ;
- Union pour la défense de la République (UDR), parti gaulliste et conservateur actif en 1968 ;
- Union des démocrates pour la République (UDR), parti gaulliste et conservateur fondé par Charles de Gaulle, actif de 1967 à 1976 ;
- Union pour la nouvelle République - Union démocratique du travail (UNR-UDT), parti gaulliste et conservateur actif de 1958 à 1967 ;
- Union pour un mouvement populaire (UMP), parti gaulliste et conservateur, scission du Rassemblement pour la République et de Démocratie libérale, actif de 2002 à 2015 ;
- Rassemblement pour la France (RPF), parti souverainiste fondé par Philippe de Villiers et Charles Pasqua, actif de 1999 à 2011 ;
- Mouvement pour la France (MPF), parti souverainiste fondé par Philippe de Villiers, actif de 1994 à 2018.

### Extrême droite
- Fédération nationale des indépendants (FNI), parti libéral-conservateur issu du Centre national des indépendants et paysans, actif de 1987 à 1992 ;
- Parti antisioniste (PAS), actif de 2009 à 2019.

### Autres
- Ligue savoisienne (LS), parti indépendantiste de Savoie actif de 1995 à 2012 ;
- Parti de la loi naturelle (PLN), parti sectaire promouvant le « vol yogique » actif de 1992 à 2009.